# Мађарска на Летњим олимпијским играма 1948.
Мађарска је учествовала на Летњим олимпијским играма одржаним 1948. године у Лондону, Енглеска. Мађарска је овај пут послала 128 спортиста на олимпијаду, и они су учествовали у петнаест спортских дисциплина.
Олимпијски тим из Мађарске је на овим олимпијским играма се такмичио у петнаест спортских дисциплина и освојили су укупно двадесет и седам медаља: десет златних, пет сребрних и дванаест бронзаних медаља. Мађарски такмичар је такође освојио једну медаљу у неолимпијској дисциплини, бронзану у уметности.

## Резултати по спортским гранама
На овој олимпијади су мађарски спортисти учествовали у укупно четрнаест различитих спортских грана и освојили 199 олимпијских поена.
(највећи број освојених поена је обележен подебљаним словима)
| Спортска грана | Позиција | Позиција | Позиција | Позиција | Позиција | Позиција | Олимпијски поени |
| Спортска грана | 1.       | 2.       | 3.       | 4.       | 5.       | 6.       | Олимпијски поени |
| Рвање          | 1        | 1        | 2        | 2        | 4        | 1        | 35               |
| Мачевање       | 3        | 0        | 2        | 0        | 2        | 1        | 34               |
| Пливање        | 0        | 1        | 3        | 4        | 2        | 0        | 33               |
| Гимнастика     | 1        | 2        | 3        | 1        | 0        | 0        | 32               |
| Атлетика       | 2        | 0        | 1        | 1        | 1        | 0        | 23               |
| Бокс           | 2        | 0        | 0        | 0        | 0        | 0        | 14               |
| Веслање        | 0        | 0        | 1        | 1        | 0        | 0        | 7                |
| Стрељаштво     | 1        | 0        | 0        | 0        | 0        | 0        | 7                |
| Кајак и кану   | 0        | 0        | 0        | 1        | 1        | 0        | 5                |
| Ватерполо      | 0        | 1        | 0        | 0        | 0        | 0        | 5                |
| Уметност       | 0        | 0        | 1        | 0        | 0        | 0        | 4                |
|                |          |          |          |          |          |          |                  |
| Укупно         | 10       | 5        | 13       | 10       | 10       | 2        | 199              |

### Освојене медаље на ЛОИ
| Освајачи олимпијских медаља за Мађарску на ЛОИ 1948. | |        |
| Медаља                                               | Освајач медаље | Укупно |
| Злато                                                | Имре Немет, Олга Ђармати, Тибор Чик, Ласло Пап, Аладар Геревић, Мачевање (екипно), Илона Елек, ференц Патаки, Карољ Такач, Ђула Бобиш                                                      | 10     |
| Сребро                                               | Јанош Мођорош Кленч, Ержебет Балаж, Геза Кадаш, Ватерполо репрезентација и Миклош Силваши                                                                                                  | 5      |
| Бронза                                               | Јожеф Варсеги, Лајош Маслај, Пал Ковач, Јанош Мођорош Кленч, ференц Патаки, Гимнастика (екипно) Веслање, двојац са кормиларем, Геза Кадаш, Ђерђ Митро, Ева Новак, Ференц Тот, Карољ Ференц | 12     |
| Укупно                                               | | 27     |